# Racing FC Union Luxembourg
Racing Fussball Club Union Luxembourg (lucembursky Racing Fussball Club Union Lëtzebuerg), zkráceně Racing-Union, je fotbalový klub z Lucemburku, v jižním Lucembursku. Hraje Nationaldivisioun, nejvyšší soutěž v Lucembursku. Domácí stadion je Achille Hammerel Stadium.
Název klubu pochází od názvů klubů Racing Club Luxembourg a Union Sportive Luxembourg, které patří mezi kluby, které se sloučily a vytvořily současný klub. Mezi další z nich patří CA Spora Luxembourg, Sporting Club Luxembourg, CS Alliance 01, FC Aris Bonnevoie, US Hollerich Bonnevoie a Jeunesse Sportive Verlorenkost.